# Blauer Segelflossendoktor
Der Blaue Segelflossendoktor (Zebrasoma xanthurum), auch Rotmeer-Doktorfisch oder Gelbschwanz-Segeldoktorfisch genannt, ist eine Art aus der Familie der Doktorfische.
Der Blaue Segelflossendoktor lebt in allen Meeren um die Arabische Halbinsel, wie dem Roten Meer, dem Golf von Aden und dem Persischen Golf.
Wie bei allen Doktorfischarten ist auch beim Blauen Segelflossendoktor der Körper seitlich abgeflacht. Er hat außerdem eine hohe Rücken- und Afterflosse, die im Imponiergehabe aufgestellt werden können. Der Körper ist tief dunkelblau gefärbt mit einer gelben Schwanzflosse.
Er hat außerdem eine sehr schöne Schuppenfärbung im Gesicht, die Abhängig vom Einfallswinkel und Farbe des Lichtes ein schönes Punktmuster zum Vorschein bringt, welches abhängig von der Stimmung in der Intensität variieren kann, was wahrscheinlich auf dem Effekt der konstruktive Interferenzen des Lichtes und auf den Tyndall-Effekt zurückzuführen ist. Er erreicht eine Länge von bis zu 25 cm. Auf der Schwanzwurzel befinden sich die für Doktorfische typischen Skalpelle oder Hornklingen.
Der tagaktive Fisch frisst vor allem Algenaufwuchs. Ausgewachsene Fische leben einzeln, als Paar oder bilden zusammen mit dem Indischen Segelflossendoktor (Zebrasoma desjardinii) und dem Goldtupfen-Doktorfisch (Acanthurus nigrofuscus) lose Trupps.

## Aquarienhaltung
Doktorfische sind generell sehr heikle Pfleglinge in Aquarien. Der Blaue Segelflossendoktor, von Aquarianern meist Rotmeerdoktor genannt, zeigt seine dunkelblaue Farbe nur wenn er sich wohlfühlt. Tiere, die sich nicht wohlfühlen verblassen. Die meisten im Handel angebotenen Fische sind Wildfänge, da die Zucht sehr schwierig ist.